# IB Berufliche Schulen Heilbronn
Die IB Berufliche Schulen Heilbronn sind Berufsbildende Schule in Heilbronn. Sie gehören zum Internationalen Bund (IB).

## Bildungsgänge
Die Allgemeine Hochschulreife ist im dreijährigen Sozial- und Gesundheitswissenschaftlichen Gymnasium mit dem Profil Soziales, die Fachhochschulreife  im einjährigen Kaufmännischen Berufskolleg I/II, der  Hauptschulabschluss ist in der einjährigen Ausbildungsvorbereitung dual (AV dual) zu erreichen.
Die Staatlich anerkannte sozialpädagogische Assistenz (ehemals Kinderpflege) wird in der zweijährigen Berufsfachschule für sozialpädagogische Assistenz und einem berufspraktischen Jahr erworben.
Die IB Berufliche Schulen Heilbronn bieten außerdem Fortbildungen zur Gruppenleitung (für Kinderpfleger*in / sozialpädagogische Assistent*innen) und für die Kinderkrippe & den Elementarbereich an.

## Pädagogisches Konzept
Die Schule legt Wert auf Vielfalt. Junge Menschen verschiedenster Herkunft, mit individuellen Voraussetzungen, Weltanschauungen und Traditionen schaffen an der Schule eine diverse Gemeinschaft. SMV, Lehrer, Schüler und Schulleitung bilden eine lebendige Schule mit demokratischer Beteiligungsstruktur.
Die Schule bietet Lerncoaching um individuelle Lernstrategien zu entwickeln. Beratungsgespräche mit der Schulleitung, den Lehrern und Schulsozialarbeitern können vor, während und auch nach dem Besuch der Schule geführt werden.
Zusammen mit Kooperationspartnern und durch verschiedene Projekte will die Schule auch neben dem Unterricht fachliche, soziale und interkulturelle Kompetenzen vermitteln, um auf das Leben nach der Schule vorzubereiten. Zusatzmodule zum Zeitmanagement, zur Kommunikation oder ein Business Knigge mit dazugehörigen Zertifikaten sollen die Chancen in der Berufswelt erhöhen.